# Stine Hovland
Stine Hovland (* 31. Januar 1991, Norwegen) ist eine norwegische Fußballspielerin, die von 2019 bis 2020 für den AC Mailand und zwischen 2018 und 2019 für die Norwegische Fußballnationalmannschaft der Frauen spielte.

## Werdegang

### Vereine
Hovland spielte ab 2010 für Kaupanger IL in der 2. Division und ab 2013 in der 1. Division. Zur Saison 2014 wechselte sie zum Erstliga-Absteiger IL Sandviken und stieg mit dem Verein am Ende der Saison in die Toppserien auf. In den folgenden Spielzeiten pendelte sie mit dem Verein zwischen Platz 9 und 6. 2018 erreichte sie mit Sandviken das Pokalfinale, verlor dieses aber mit 0:4 gegen Lillestrøm SK Kvinner. Nach der WM 2019 wechselte sie zum italienischen Verein AC Mailand. Im Oktober 2021 bestritt sie ein Spiel für den norwegischen Drittligisten Loddefjord.
Zur Saison 2022 wechselte sie zu Arna-Bjørnar. Am Ende der Saison 2024 belegte sie mit dem Verein den letzten Platz und stieg in die 1. Divisjon ab. Dort kam sie auf Grund ihrer zweiten Schwangerschaft noch nicht zum Einsatz.

### Nationalmannschaften
Hovland spielte nie für eine norwegische Juniorinnenmannschaft. Am 11. November 2018 spielte sie mit 27 Jahren bei der 1:4-Niederlage in Tottori gegen Japan erstmals für Norwegen. Sie stand dabei in der Startelf und spielte über die volle Distanz. Sie kam auch in den ersten fünf Spielen des WM-Jahres zum Einsatz, wobei sie auch jeweils über die volle Distanz spielte, und gewann mit der Mannschaft den Algarve-Cup 2019. Am 2. Mai wurde sie für die WM 2019 nominiert, bei der sie aber nicht eingesetzt wurde. Danach wurde sie nur noch einmal im November 2019 nominiert, aber nicht eingesetzt.

## Erfolge
- Meisterin  der 1. Division 2014
- Algarve-Cup-Siegerin 2019